# Voice-band

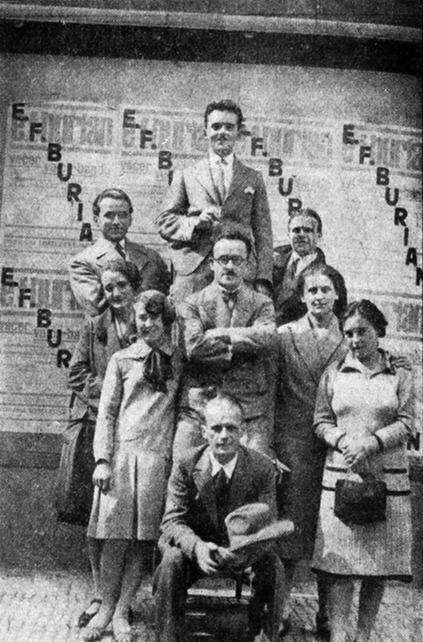
Burianův Voiceband měl v Sieně veliké úspěchy. (původní novinový titulek, 1928)

Voice-band, někdy i voiceband je odborný divadelní pojem, jenž vyjadřuje sborovou recitaci (tedy recitaci většího počtu osob najednou - jeho obdobou je pravděpodobně sborový zpěv) nějakého literárního (a to nejen poetického) textu tzv. synkopickou technikou, která v rytmu a intonaci jevištní řeči napodobuje běžné hudební vyjadřování.

## Voiceband E. F. Buriana
Velkým propagátorem a inovátorem tohoto stylu recitace předválečném v Československu byl ve 20. a 30. letech 20. století známý avantgardní divadelník a hudebník Emil František Burian, který je i původcem tohoto slova, jenž pochází z anglických slov voice = hlas a band = kapela/orchestr. V roce 1927 E. F. Burian založil stejnojmenné recitační těleso. Samotné použití voicebandu v divadelní hře také souviselo především s tehdejším rozvojem a rozmachem tehdy nových divadelních a literárních směrů : dadaismu, futurismu a poetismu. 

## Jiné
Tento styl hromadné recitace se již používá jen zřídka; pokud ano, pak jen pro zvláštní umělecké záměry a neobvyklé divadelní postupy.
Ve svém názvu má výraz voiceband soubor Katedry činoherního divadla DAMU BodyVoiceBand. Voicebandu se věnuje brněnský divadelní soubor Ústaf-Voiceband.cz.
V přímém překladu je označení "voiceband" používáno i některými hudebními uskupeními, která se věnují zpěvu a cappella. Jsou jimi například dívčí voiceband Brécy nebo His Master's Voiceband. Sousloví voiceband vyjadřuje, že kapela je složena z lidských hlasů, které imitují hudební nástroje.